# Укыр (Бурятия)
Укы́р (бур. Υхэр) — село в Еравнинском районе Бурятии. Входит в сельское поселение «Сосново-Озёрское».

## География
Расположено в 11 км к западу от районного центра, села Сосново-Озёрское, на южном берегу озера Укыр (Ухэр-Нур, бур. Υхэр нуур — «скот, корова + озеро»), в 2 км севернее межрегиональной автодороги Р436 Улан-Удэ — Романовка — Чита.

## Население
| 2002 | 2010 |
| ---- | ---- |
| 103  | ↘90  |

## История
В 1675 году русские казаки основали Еравнинский острог, который просуществовал до 1792 года. В 1810 году оставшиеся жители острога переселились к озеру Ухэр-Нуур (озеро Укыр). Этот год считается годом основания села.
В 1812 году в Укыре была построена Спасская церковь. Антиминс церковь имела с 1734 года, перенесённый из церкви Еравнинского острога. В 1875 году открыта церковно-приходская школа. Через село проходил Старомосковский (Читинский) тракт, с находящейся здесь станцией Укыр.
Осенью 1933 года организуется Еравнинский госрыбзавод Востсибтреста. Контора рыбозавода до 1942 года находилась в Укыре, после чего переехала в село Сосново-Озерское.
В 1950—1960-х годах Укыр превратился в «неперспективную деревню», оказавшись в стороне от дорожной магистрали. Жители постепенно переехали в районный центр село Сосново-Озёрское.

## Инфраструктура
В селе насчитывается 34 двора и нет административных зданий.

## Известные люди
- Позднякова, Татьяна Васильевна — советская и украинская легкоатлетка, специалистка по бегу на средние и длинные дистанции, кроссу и марафону. Выступала за сборную СССР по лёгкой атлетике в 1980-х годах, обладательница бронзовой медали чемпионата мира по кроссу, победительница командного зачёта кроссового чемпионата мира, многократная чемпионка СССР в различных легкоатлетических дисциплинах[6].